# Akie Yoshizawa
Akie Yoshizawa (吉沢 秋絵 Yoshizawa Akie?, Higashimurayama, Tokio, 20 de octubre de 1968) es una actriz, cantante y ex-idol japonesa, activa durante los años 1980 y 90. Fue parte del grupo idol Onyanko Club, donde era la miembro número 25. Su nombre real es Akie Hattori (服部 章江 Hattori Akie?).

## Biografía
Yoshizawa realizó su debut a fines de 1985, tras lanzar el sencillo Naze? no Arashi, mismo que fue utilizado como tema de cierre de la película en imagen real de Sukeban Deka II. El tema alcanzó el puesto número 8 durante quince semanas consecutivas en la lista de Oricon. En agosto de 1986, tras aprobar en el concurso televisivo: "Idol wo Sagase Sukeban Deka II Special audition" de Fuji Television, obtuvo uno de los papeles principales junto a Yoko Minamino y Haruko Sagara para dicho dorama.

### Carrera posterior
En 1986, se graduó del grupo dejando su carrera en pausa momentáneamente, para centrarse en sus estudios superiores. Yoshizawa retomaría su carrera artística en el programa televisivo; Waratte Ii to mo, en donde era una invitada recurrente. A este hecho le siguieron tres álbumes de estudio y cuatro photoBooks. En 1992, lanzó un Best Album titulado Paris e Ikitai, retirándose del mundo del espectáculo de manera definitiva, tras este hecho.

## Vida personal
Yoshizawa contrajo nupcias en 1997. Actualmente reside en el extranjero.

## Discografía

### Álbum de estudio
- [1986.06.21] Kanojo no Natsu
- [1987.01.28] Aoi Tori wo Sagashite
- [1987.07.21] Charming

### Best Albums
- [1988.11.21] MilkyMind
- [1992.09.18] Paris e Ikitai
- [2008.07.16] Kanojo no Natsu + Single Collection
- [2010.05.19] My Kore! Lite Yoshizawa Akie

### Singles
- [1985.11.01] Naze? no Arashi
- [1986.03.01] Kisetsu Hazure no Koi
- [1986.09.10] Kagami no Naka no Watashi
- [1986.12.10] Ryuusei no Marionette
- [1987.05.13] Signal no Mukou ni
- [1987.08.05] Ame no Hanabi
- [1988.05.21] Anata Yori Suteki na Hito
- [1988.11.02] Marronier Toori

### Compilaciones / Otros
- [1990.03.21] Idol File Hozon Han (Josei Hen)
- [2002.11.27] Zoku Seishun Uta Nenkan '86 PLUS
- [2003.03.26] You are my idol 80’s
- [2003.04.23] My Kore! Kusshon Josei Idol Shuen Dorama Honnin Kashou Shudaika Special ~"Sukeban Deka" Kara "Poitrine" Made~

### Vídeos
- [1987.02.05] Garasu no Shousuiken

### PhotoBooks
- [1987.01.22] Kotoba ni Naranai Hitorigoto
- [1988.11.01] VOYAGE
- [1990.12.25] Baby Doll
- [1991.06.20] Kamisama, Gomen Nasai!!

## Filmografía

### Televisión
- [1985] Sukeban Deka II
- [1986] What's Michael?
- [1989] I Love You Kara Hajimeyou
- [1990] Mahou Shoujo Chuukanai Panema - Eto Sachiko

### Películas
- [1987] Sukeban Deka
- [1987] Meimon! Takoni Shiouendan